# 聖ペトロ司祭兄弟会

聖ペトロ司祭兄弟会（せいペトロしさいきょうだいかい、英語：Priestly Fraternity of Saint Peter、ラテン語：Fraternitas Sacerdotalis Sancti Petri; FSSP）は，聖座とのコミュニオンにある、カトリックの伝統主義的使徒的生活の会である。同会は、1988年に聖ピオ十世会のメンバーだったが、マルセル・ルフェーブル大司教の司教聖別は離教的行為であり自動破門となるという聖座の宣言を受けて、聖ピオ十世会を去った12人の司祭によって創立された。
本部はスイスにあり、ドイツのバイエルン州とアメリカ合衆国のネブラスカ州に神学校を有している。同会は聖座によって正式に認められ、同会の司祭は世界中の124の教区でトリエント・ミサを捧げている。

## 教会法上の身分
教会法によれば、聖ペトロ司祭兄弟会は「教皇権の使徒的生活の会」である。従って奉献生活の会ではないため、同会の会員は修道誓願を立てない。その代わりに、教区司祭と同様に独身と従順の規定に縛られている。同会の「教皇権の」身分は、教皇によって設立されたことを意味する。またその活動に関しては、その土地の司教というよりも、（奉献・使徒的生活会省を通じて ）教皇にのみ釈明義務を負う。なお、各々の司教は教区内で行われる同会の働きを管理しており、その意味ではイエズス会やドミニコ会に似た位置づけである。

## 特徴
聖ペトロ司祭兄弟会は特定のカリスマに従ってキリスト教的完徳を目指す司祭と神学生で成り立っている。それは、第二バチカン公会議後の典礼改革以前に存在したローマ典礼にしたがってミサと他の秘跡を提供することである 。従って、同会は1962年版のミサ典書や聖務日課書を使用している。

## 組織
2020年11月現在、聖ペトロ司祭兄弟会は504人の会員を有している。内訳は330人の司祭、12人の助祭、162人の助祭ではない神学生である。同会はオーストラリア、オーストリア、ベニン、カナダ、コロンビア、チェコ、フランス、ドイツ、イギリス、アイルランド、イタリア、メキシコ、ナイジェリア、ポーランド、スイス、アメリカで活動している。